# Christian Goldschagg
Christian Goldschagg (* 5. November 1959 in München) ist ein deutscher Unternehmer und ehemaliger Radrennfahrer.

## Sportliche Karriere
Goldschagg war von 1974 bis 1986 erfolgreicher Radsportler, von 1984 bis 1987 als Profi. Zeitweise war er Mitglied des deutschen Nationalteams. 1976 gewann er sechs deutsche Junioren-Meistertitel auf Bahn und Straße und eine Silbermedaille in der Mannschaftsverfolgung bei den UCI-Junioren-Bahn-Weltmeisterschaften in Wien. 1979 wurde er bei den Bahnradsport-Weltmeisterschaften 10. im 1000-Meter-Zeitfahren. Als Amateur startete er für die RSG Olympiapark München und als Profi 1986 für das Team Blacky-Verago (Schweiz), 1987 für Blacky-Machnow (Deutschland). Bei der Coca-Cola-Trophy 1986 wurde er Dritter jeweils in Mosbach sowie Sieger in Bremen.

## Unternehmer
Ab 1987 war er Geschäftsführer und Inhaber der von ihm gegründeten Fitnessstudio-Kette „FIT-PLUS“ im Großraum München und machte sie mit über 200 Mitarbeitern, 17 Filialen und zirka 27.000 Mitgliedern zum Marktführer in Deutschland. Im Februar 2000 veräußerte er das Unternehmen an eine britische Venture-Capital-Gesellschaft.
Von 1996 bis 2007 war er Gesellschafter, vom 1. Januar 2004 auch Vorsitzender der Gesellschafterversammlung des Süddeutschen Verlages, in dem als bekanntestes Produkt die Süddeutsche Zeitung erscheint. Bereits sein Vater war Gesellschafter des Verlages. Sein Großvater Edmund Goldschagg (1896–1971) war 1947 Mitbegründer des Verlages und Mitlizenzinhaber der Süddeutschen Zeitung. Die Familie Goldschagg hielt 18,75 % an dem Verlagsunternehmen, aufgeteilt in die „SV Christian und Gisela Goldschagg GmbH“ (8,33 %) und die „SV Familie Goldschagg GmbH & Co. KG“ (10,42 %).  Als eine von vier der fünf Gesellschafterfamilien (Dürrmeier, Goldschagg, Schwingenstein und von Seidlein) einigten sie sich nach jahrelangen Spekulationen 2007 endgültig darauf, ihre Verlagsanteile von insgesamt 62,5 % zu verkaufen. Am 21. Dezember 2007 wurde der Abschluss der Verkaufshandlungen bekannt gegeben mit dem Zuschlag für die SWMH. Sie erhöhte mit Wirkung zum 29. Februar 2008 ihren Anteil auf insgesamt 81,25 Prozent.
In der Silvesternacht 2000 hatte Goldschagg zusammen mit seinem Freund Axel Zwingenberger die Idee, eine Dampflok samt Schnellzug zu erwerben und zur Gegenfinanzierung als Ausstellungsstätte für Bilder von Zwingenberger, eine Geschichte der Lokomotive, sowie Veranstaltungsort von Boogie-Woogie-Livekonzerten und für Sonderfahrten zu betreiben. Beide gründeten hierzu die Initiative „Rettet die 18 201“ und später die in München ansässige „Dampf-Plus GmbH“, deren Geschäftsführer Goldschagg war. Die Firma erwarb zwei Dampflokomotiven, darunter 2002 für etwa 1 Million Euro die denkmalgeschützte 18 201, die schnellste betriebsfähige Dampflokomotive der Welt, sowie die 03 1010. Für mehrere hunderttausend Euro wurde die 18 201 restauriert. In Ergänzung hierzu betreibt das Unternehmen sieben von der Deutschen Reichsbahn stammende Wagen, darunter seit 2003 den einzigen erhaltenen Minister-Salonwagen der DDR-Regierung. Auf Grund von Streitigkeiten mit der Deutschen Bahn und den daraus entstandenen finanziellen Problemen wurde die 03 1010 wieder zurückgegeben und die 18 201 an Goldschagg übertragen.
Ende 2018 liefen bei der 18 201 sämtliche Fristen an Fahrwerk und Kessel nach acht Jahren seit der letzten Hauptuntersuchung aus. Am 1. September fand noch eine große Abschiedsfahrt statt. Die Lokomotive wurde zunächst unzugänglich in einem Lokschuppen konserviert abgestellt. Am 14. August 2019 wurde die 18 201 wegen Geschäftsaufgabe der „Dampf-Plus GmbH“ an die „WFL GmbH & Co. KG“ aus Potsdam verkauft.